# 伏見 (奈良市)
伏見（ふしみ）は、奈良県奈良市にある地域である。旧生駒郡伏見町にあたる。
なお、当地域内の奈良市立伏見中学校区、もしくは同伏見小学校区を指す事もある（学区の章を参照）。

## 概要
奈良市の西部に位置し、奈良盆地北端の平地から西ノ京丘陵に及ぶ地区である。西大寺・善光寺（喜光寺）などの寺社や、御陵などの古墳がある。
かつては農村が発達していたが、1914年（大正3年）に近畿日本鉄道（近鉄）の奈良線が開通すると丘陵地にあやめ池遊園地が開業して以来、開発・発展が始まった。

また西大寺の地に大和西大寺駅が設けられ、近鉄橿原線・京都線が同駅で交わると、それに伴って一層当地の開発が進んだ。戦後、あやめ池西方には学園都市として発達、学園前駅も設置された。またその周辺の丘陵地はベッドタウンとして団地・住宅地が急激に開発・建設され、人口は激増し、奈良市内随一のベッドタウンとなった。
現在、平地部には住宅の他。ロードサイド店舗も多く立地し、典型的な郊外型の市街を形成している。

## 主要な地域の詳細
伏見地域内で、特徴がある地域を抜粋し、詳細を述べる。

### 西大寺 (大和西大寺)
旧添下郡西大寺村だった地域である。
西大寺赤田町一〜二丁目（以下、西大寺は省略）、北町一〜四丁、栄町、新池町、新町一〜二丁目、宝ヶ丘、東町一丁目〜二丁目、本町、竜王町一〜二丁目、西大寺町、国見町一丁目〜二丁目、小坊町 、芝町一〜二丁目、新田町、高塚町、野神町一〜二丁目、南町が該当。
伏見の中心的地域であり、市役所の伏見連絡所が設置されている。エリア東部にあたる平地部、大和西大寺駅の周辺地にあたる。
奈良時代に、東大寺と対になる寺院として西大寺が建立され、後の時代に西大寺寺院にちなんでその周辺地域を西大寺村と呼ばれるようになった。
大和西大寺駅が近鉄橿原線・京都線が交差する交通の要衝であることから、駅前町が急激に発達。一帯は農地が多かったが次第に住宅化が進んだ。そのため、このような状況から当地を大和西大寺駅の名称にちなみ大和西大寺地域とも呼ぶ。

### あやめ池
あやめ池北一〜三丁目（以下、あやめ池は省略）、南一〜九丁目が該当。
近鉄奈良線開業後、沿線の西ノ京丘陵のため池（菖蒲上池）を利用した遊園地（あやめ池遊園地）を開業したのをきっかけに、それ以降周辺は急速に住宅化が進み、あらたな地区としてあやめ池北・南を設置された。
あやめ池遊園地は2004年に閉園し、跡地は住宅地および学校として再開発されている。
地区内に近鉄奈良線の菖蒲池駅がある。

### 学園前
学園朝日町、学園朝日元町一丁目、学園朝日元町二丁目の一部、学園北二丁目、学園南一〜三丁目、学園赤松町、学園北一丁目、学園新田町、鶴舞西町、鶴舞東町などが該当。
戦後、西ノ京丘陵の近鉄奈良線沿線に帝塚山学園が開学され、学園前駅も開業した。前述の綾前池に続く形勝地であるため、以降大型団地が多数造成され急速に宅地化が進行、人口が激増した。
学園南には、当地区やあやめ池、新設の地域などを管轄する西部出張所が設置されている。
一部、隣接の旧富雄村にまたがっているが、これらの地域を新たに学園前という新たな地区として設置した。

## 学区

### 小学校区
伏見
青野町、西大寺町、西大寺国見町一〜二丁目、西大寺小坊町、西大寺芝町一〜二丁目、西大寺新池町の一部（6番街区の一部）、西大寺新田町、西大寺高塚町、西大寺野神町一〜二丁目、西大寺南町 、菅原町、疋田町の一部、疋田町一〜二丁目、疋田町三丁目、疋田町四丁目、疋田町五丁目、宝来町、横領町、若葉台一〜四丁目
西大寺北
あやめ池北三丁目の一部（7番街区の一部、8番街区、9番街区）、あやめ池南三丁目の一部（3番街区の一部）、あやめ池南四丁目の一部（6番街区の一部）、西大寺赤田町一〜二丁目、西大寺北町一〜四丁目、西大寺栄町、西大寺新池町の一部（6番街区の一部を除く）、西大寺新町一〜二丁目、西大寺宝ヶ丘、西大寺東町一〜二丁目、西大寺本町、西大寺竜王町一〜二丁目、
隣接の平城地域の以下の地区にも学区が及んでいる。敷島町一〜二丁目、山陵町の一部、秋篠町の一部、秋篠早月町、秋篠三和町一〜二丁目、秋篠新町
あやめ池
あやめ池北一丁目の一部（8番街区の一部、11番街区から16番街区までを除く）、あやめ池北二丁目、あやめ池北三丁目の一部（7番街区の一部、8番街区、9番街区を除く）、あやめ池南一〜二丁目、あやめ池南三丁目の一部（3番街区の一部を除く）、あやめ池南四丁目の一部（6番街区の一部を除く）、あやめ池南五〜九丁目、学園南一〜三丁目、疋田町の一部
青和
学園赤松町、学園北一丁目、学園新田町、鶴舞西町の一部（2番街区）
隣接の富雄および平城の一部にも学区が及んでいる。以下の地区は富雄。学園緑ヶ丘一〜三丁目、富雄北三丁目の一部（14番1号）、百楽園一〜五丁目
また以下は平城。南登美ヶ丘
鶴舞
あやめ池北一丁目の一部（8番街区の一部、11番街区から16番街区まで）、学園朝日町、学園朝日元町一丁目、学園朝日元町二丁目の一部、学園北二丁目、鶴舞西町の一部（1番街区）、鶴舞東町
以下は隣接の平城地域となる。登美ヶ丘一丁目、中山町西一丁目の一部
伏見南
平松一〜五丁目、宝来一〜五丁目
伏見・都跡・富雄の各一部からなる学区。以下は都跡。五条一丁目、五条畑一〜二丁目
以下は富雄。中町の一部

### 中学校区
伏見
伏見小学校区全域、あやめ池小学校区の一部（学園南一〜三丁目は富雄南中学校区。それらを除く地区）、西大寺北小学校区の一部（秋篠町の一部、秋篠早月町、秋篠三和町一〜二丁目、秋篠新町、敷島町一〜二丁目、山陵町の一部は平城中学校区。それらを除く地区）
京西
伏見南小学校区全域。これに加え都跡地域の六条小学校区。
その他
青和小学校区は、隣接の富雄地域にある二名学区。また鶴舞小学校区は、隣接の平城地域にある登美ヶ丘学区となる。

## 沿革
- 1889年4月1日 - 添下郡西大寺村・菅原村・青野村・宝来村・疋田村・平松村が合併し、伏見村を新設。
- 1896年3月29日 - 添下郡と平群郡が合併し生駒郡となる。
- 1910年9月16日 - 大阪電気軌道奈良軌道（現・近畿日本鉄道奈良線）が開業。
- 1914年4月30日 - 大和西大寺駅が開業。
- 1923年9月9日 - 菖蒲池駅が開業。
- 1926年6月11日 - あやめ池遊園地が開業。
- 1941年 - 帝塚山学園が創立される。
- 1942年3月6日 - 学園前駅が開業。
- 1950年7月1日 - 町制施行し、伏見町となる。
- 1955年3月15日 - 奈良市に編入合併する。
- 2004年6月6日 - あやめ池遊園地が閉鎖する。

## 地勢
河川
- 秋篠川

山岳
- 西ノ京丘陵

池
- 菖蒲上池
- 蛙股池

## 主な施設
学校
- 奈良市立伏見小学校
- 奈良市立西大寺北小学校
- 奈良市立あやめ池小学校
- 奈良市立伏見南小学校
- 奈良市立鶴舞小学校
- 奈良市立伏見中学校
- 奈良市立京西中学校
- 帝塚山学園

行政
- 奈良市西部出張所
- 奈良市伏見連絡所（令和4年4月から廃止[2]）
- 奈良西
- 奈良西警察署
- 奈良西消防署

商業
- ならファミリー
- サンワシティ西大寺
- スーパーマーケットKINSHO

交通
- 近鉄奈良線
  - 大和西大寺駅
  - 菖蒲池駅
  - 学園前駅
- 西大寺検車区

神社仏閣
- 西大寺
- 喜光寺
- 菅原天満宮
- 蓬莱神社

## 参考サイト
- 奈良市